# Gilles Taurand
 (mai 2020).
Si vous disposez d'ouvrages ou d'articles de référence ou si vous connaissez des sites web de qualité traitant du thème abordé ici, merci de compléter l'article en donnant les références utiles à sa vérifiabilité et en les liant à la section « Notes et références ».
Gilles Taurand est un scénariste et écrivain français né le 2 juin 1943 à Paris.

## Les débuts
À l’âge de 15 ans, Gilles Taurand se passionne pour les sciences naturelles et fait la connaissance de Jean Rostand. Le maître espère vivement que cet adolescent précoce deviendra un jour biologiste et lui enseigne l’art de la dissection. Une expérimentation sur les grenouilles va donner lieu à une petite découverte qui sera publiée dans une revue scientifique en 1958 : De l’Ovulation des amphibiens anoures deviendra ainsi le premier texte officiel signé par Gilles Taurand. Après des études de médecine vite abandonnées, il rêve de devenir écrivain et se met à écrire La Contagion, un premier roman qui sera publié par René Julliard. Il a alors 18 ans.
Après plusieurs années consacrées à son travail de psychologue clinicien, il enseigne le Français au lycée Cours des Petits Champs (Paris XII). Là, il s'applique à éveiller l'esprit critique de ses élèves au travers d'écrits de Camus ou Sartre notamment. Son esprit aiguisé et exigeant, son expérience de psychologue lui permettent de faire la différence. Plus tard, Frédéric Compain, un de ses anciens élèves alors jeune cinéaste, lui propose d’écrire un court-métrage : Michel Piccoli en est le comédien principal et le film, Du Crime
considéré comme un des beaux arts, obtient en 1979 le grand Prix du Court Métrage au festival de Clermont-Ferrand.
Parallèlement, il devient scénariste et coécrit Hôtel des Amériques qui est réalisé par André Téchiné. Le film, aujourd'hui devenu culte, n'obtient pas le succès escompté à sa sortie en 1981. C'est alors que Gilles Taurand et son ami Olivier Massart se tournent vers la télévision pour l'écriture de téléfilms, séries et dessins animés (Clémentine, Moi Renart, Molierissimo, le Fils de l’Etoile, etc.). 
Quelques années plus tard, André Téchiné lui donne l’occasion de revenir au cinéma avec Les Roseaux Sauvages. Il entraîne son ami Olivier Massart dans l’aventure et le film, applaudi au Festival de Cannes, sera couronné par un prix Louis Delluc (1994) et quatre César dont celui du meilleur scénario (1995).

## La reconnaissance
Au milieu des années 1990, Gilles Taurand retrouve André Téchiné pour qui il coécrit Les Voleurs, Les Égarés et Les Roseaux sauvages. Ce dernier film lui permet d'obtenir un César du meilleur scénario. Mais il souhaite en même temps diversifier ses collaborations avec des
cinéastes aussi différents que Jean-Jacques Zilbermann, Anne Fontaine, Bernard Rapp, Robert Guédiguian, Ursula Meier, Christophe Honoré, Safy Nebbou et Benoît Jacquot.
Dans le même temps, son scénario de Nettoyage à sec de la réalisatrice Anne Fontaine lui vaut un prix du scénario au Festival de Venise. En 1999, son adaptation de À la recherche du temps perdu de Marcel Proust pour le film Le Temps retrouvé, d’après l'œuvre de Marcel Proust de Raoul Ruiz, lui permet d'atteindre une réelle reconnaissance.
Il écrira ainsi avec de jeunes réalisateurs comme Rodolphe Marconi (Stop, Grand prix du court
métrage au festival de Cannes 1999 et Ceci est mon corps présenté à la quinzaine des réalisateurs en 2001), Hélier Cisterne (Vandal, prix Louis Delluc de la première œuvre en 2013). Il collabore avec des réalisateurs plus âgés tels que Werner Schroeter dont Nuit de Chien (Mostra de Venise 2008 et Lion spécial du jury) sera malheureusement le dernier film.
Gilles Taurand s'impose comme le scénariste incontournable du cinéma français, travaillant avec un grand nombre de cinéastes, principalement dans le cinéma d'auteur.
Après la publication de ses deux premiers romans et quarante ans de silence littéraire, il publie aux éditions du Seuil son troisième roman Exécution d’un soldat en gare de Metz.
Gilles Taurand est chevalier des Arts et des Lettres.

## Filmographie

### Longs métrages
- 1981 : Hôtel des Amériques d’André Téchiné
- 1994 : Les Roseaux sauvages d’André Téchiné
- 1996 : Les Voleurs d’André Téchiné
- 1997 : Nettoyage à sec d’Anne Fontaine
- 1998 : L’homme est une femme comme les autres de Jean-Jacques Zilbermann
- 1998 : Dormez, je le veux ! d’Irène Jouannet
- 1998 : Alice et Martin d’André Téchiné
- 1999 : Le Temps retrouvé, d’après l’œuvre de Marcel Proust de Raoul Ruiz
- 1999 : Augustin, roi du kung-fu d’Anne Fontaine
- 1999 : Un dérangement considérable de Bernard Stora
- 2000 : Une affaire de goût de Bernard Rapp
- 2001 : Ceci est mon corps de Rodolphe Marconi
- 2001 : Cet amour-là de Josée Dayan
- 2002 : Vingt-quatre Heures de la vie d'une femme de Laurent Bouhnik
- 2003 : Les Égarés d’André Téchiné
- 2005 : Le Promeneur du Champ-de-Mars de Robert Guédiguian
- 2006 : 7 ans de Jean-Pascal Hattu
- 2008 : Home d’Ursula Meier
- 2008 : Nuit de chien de Werner Schroeter
- 2008 : La Belle Personne de Christophe Honoré
- 2008 : Sur ta joue ennemie de Jean-Xavier de Lestrade
- 2009 : L'Armée du crime de Robert Guédiguian
- 2010 : L'Autre Dumas de Safy Nebbou
- 2011 : L'Enfant d'en haut d'Ursula Meier
- 2012 : Les Adieux à la reine de Benoît Jacquot
- 2012 : Comme un homme de Safy Nebbou
- 2013 : Vandal de Hélier Cisterne
- 2014 : Week-ends d'Anne Villacèque
- 2015 : Une histoire de fou de Robert Guédiguian
- 2016 : Les Malheurs de Sophie de Christophe Honoré
- 2016 : Le Cœur régulier de Vanja d'Alcantara
- 2016 : Réparer les vivants de Katell Quillévéré
- 2021 : L'Homme de la cave de Philippe Le Guay
- 2022 : Twist à Bamako de Robert Guédiguian
- 2023 : Le Temps d'aimer de Katell Quillévéré

### Courts métrages
- 1978 : La Grande crue de 1910 de Frédéric Compain
- 1980 : Du crime considéré comme un des beaux-arts de Frédéric Compain
- 1983 : Le Mécène de Frédéric Compain
- 1995 : Coma de Jean-Pascal Hattu
- 1999 : Stop de Rodolphe Marconi
- 2000 : Le Larbin d’Olivier Coussemacq
- 2001 : Nous deux de Christophe Honoré
- 2003 : Fenêtre sur couple de Claude Lallemand
- 2008 : Les Paradis perdus de Hélier Cisterne

### Télévision
- 1985 : Clémentine de Jean Cubaud (animation)
- 1987 : Moi Renart de Jean Cubaud (animation)
- 1990 : Molierissimo de Bahram Rohani (animation)
- 1991 : C.L.Y.D.E. de Chris Randall (animation)
- 1993 : Omer et le Fils de l'Étoile de Bernard Deyriès et Frédéric Koskas (animation)
- 1993 : Des héros ordinaires. Les portes du ciel de Denys Granier-Deferre
- 1994 : Frères d’Olivier Dahan (collection Tous les garçons et les filles de leur âge, Arte)
- 2002 : Hôpital souterrain de Serge Meynard
- 2003 : À cran, deux ans après d'Alain Tasma
- 2006 : Lettres de la mer rouge d’Emmanuel Caussé et Éric Martin
- 2007 : Opération Turquoise d’Alain Tasma
- 2019 : Tout contre elle de Gabriel Le Bomin
- 2023 : Constance aux enfers de Gaël Morel

## Romans
- La Contagion, roman, éd. Julliard, 1961
- Observation clinique, roman, éd. Mercure de France, 1965
- Exécution d’un soldat en gare de Metz, roman, éd. Seuil, coll. « Cadre rouge », 262 p. , 2005,  (ISBN 2020798891),  (ISBN 978-2020798891)

## Distinctions

### Récompenses
- 1995 : César du meilleur scénario pour Les Roseaux sauvages d'André Téchiné
- 1997 : Prix du meilleur scénario au Festival de Venise pour Nettoyage à sec d'Anne Fontaine
- 1999 : Prix du meilleur scénario au Festival international du film du Caire pour Un dérangement considérable de Bernard Stora
- 2004 : Meilleur scénario, partagé avec Gérard Carré, Marie Montarnal et Alain Tasma, pour À cran, deux ans après d'Alain Tasma au Festival de la fiction TV de Saint-Tropez[1]
- 2009 : Prix du meilleur scénario au Festival de Lecce pour La Belle personne de Christophe Honoré

### Nomination
- Césars 1998 : César du meilleur scénario original ou adaptation pour Nettoyage à sec
- Césars 2001 : César du meilleur scénario original ou adaptation pour Une affaire de goût
- Césars 2006 : César de la meilleure adaptation pour Le Promeneur du Champ de Mars
- Césars 2009 : César de la meilleure adaptation pour La Belle personne
- Césars 2013 : César de la meilleure adaptation pour Les Adieux à la reine